# Côte des Flandres
Die Côte des Flandres ist ein 2005 als Seafrance Berlioz in Dienst gestelltes Fährschiff der Reederei DFDS Seaways, das unter diesem Namen seit 2016 auf der Strecke von Dover nach Calais im Einsatz steht.

## Geschichte
Die Seafrance Berlioz wurde am 11. Mai 2004 unter der Baunummer 032 in der Werft von Chantiers de l’Atlantique in Saint-Nazaire auf Kiel gelegt und lief am 14. Oktober 2004 vom Stapel. Die Ablieferung an die Reederei SeaFrance erfolgte am 28. März 2005. Am 4. April 2005 nahm die Fähre den Dienst von Calais nach Dover auf. Ihr vier Jahre älteres Schwesterschiff ist die Côte des Dunes.
Nachdem die Seafrance Berlioz wegen unbezahlter Rechnungen der Reederei bereits im November 2011 in Calais aufgelegt wurde meldete SeaFrance im Januar 2012 Insolvenz an. Nach mehreren Monaten Liegezeit und einem Werftaufenthalt in Dunkerque ab Juli 2012 nahm das Schiff am 20. August 2012 als Berlioz den Dienst für seinen neuen Eigner MyFerryLink auf.
Am 27. Oktober 2012 kollidierte die Berlioz im Hafen von Calais mit der Pride of Burgundy und wurde hierbei leicht an der Backbordseite beschädigt. Im Juni 2015 wurde das Schiff abermals aufgelegt, nachdem auch MyFerryLink in Zahlungsnot gekommen war und Insolvenz anmelden musste. Im September 2015 erfolgte die Übernahme durch DFDS. Seit Februar 2016 verkehrt die Fähre unter ihrem jetzigen Namen Côte des Flandres zwischen Dover und Calais.
Von Februar bis März 2023 erhielt die Côte des Flandres eine Werftüberholung bei Fayard in der dänischen Kleinstadt Munkebo. Am 3. März kehrte sie in den Fährdienst zurück.